# Goodwater
Goodwater is een plaats (city) in de Amerikaanse staat Alabama, en valt bestuurlijk gezien onder Coosa County.

## Demografie
Bij de volkstelling in 2000 werd het aantal inwoners vastgesteld op 1633.
In 2006 is het aantal inwoners door het United States Census Bureau geschat op 1552, een daling van 81 (-5,0%).

## Geografie
Volgens het United States Census Bureau beslaat de plaats een oppervlakte van
16,9 km², geheel bestaande uit land. Goodwater ligt op ongeveer 259 m boven zeeniveau.

## Plaatsen in de nabije omgeving
De onderstaande figuur toont de plaatsen in een straal van 32 km rond Goodwater.